# Morti nel 1973/Settembre
| Questa pagina contiene informazioni ricavate automaticamente dalle voci biografiche con l'ausilio del template Bio e di un bot. L'aggiornamento è periodico e automatico e ricostruisce completamente la pagina. Se manca una persona in questa lista, sei pregato di non aggiungerla, ma accertati piuttosto che la sua voce biografica contenga il template Bio e che i dati anagrafici siano correttamente compilati. Se il template Bio manca, inseriscilo tu stesso o, in alternativa, metti l'avviso {{tmp\|Bio}} che ne segnala la mancanza. Se i dati riportati sono sbagliati, correggi direttamente la voce biografica; le modifiche saranno visibili in questa lista entro pochi giorni. Per chiarimenti vedi il progetto biografie. La lista contiene solo le 105 persone che sono citate nell'enciclopedia e per le quali è stato implementato correttamente il template Bio. Pagina aggiornata al 3 mar 2024. |

- 1º settembre - Graziella Pareto, soprano spagnolo (n. 1889)
- 1º settembre - John Ridley Stroop, psicologo statunitense (n. 1897)
- 2 settembre - Carl Dudley, regista e produttore cinematografico statunitense (n. 1910)
- 2 settembre - Norberto Mola, direttore di coro e direttore d'orchestra italiano (n. 1902)
- 2 settembre - Şirəli Müslümov,  azero (n. 1805)
- 2 settembre - J. R. R. Tolkien, scrittore, filologo e glottoteta britannico (n. 1892)
- 3 settembre - Adriano Bernardi, avvocato e politico italiano (n. 1898)
- 3 settembre - Kees Pijl, calciatore e allenatore di calcio olandese (n. 1897)
- 3 settembre - Rufino Jiao Santos, cardinale e arcivescovo cattolico filippino (n. 1908)
- 4 settembre - Elise Ottesen-Jensen, educatrice, giornalista e anarchica norvegese (n. 1886)
- 5 settembre - Simon Hòa Nguyễn Văn Hiền, vescovo cattolico vietnamita (n. 1906)
- 5 settembre - Valdemar Rautio, triplista finlandese (n. 1921)
- 6 settembre - Lester Lane, cestista e allenatore di pallacanestro statunitense (n. 1932)
- 7 settembre - Franz Beckert, ginnasta tedesco (n. 1907)
- 7 settembre - Ernst Casparsson, cavaliere svedese (n. 1886)
- 7 settembre - Alfred Lombard, pittore francese (n. 1884)
- 7 settembre - Artturi Nyyssönen, calciatore finlandese (n. 1892)
- 7 settembre - José Portogalo, giornalista, poeta e scrittore italiano (n. 1904)
- 8 settembre - Pasquale Buglione, politico italiano (n. 1894)
- 9 settembre - S. N. Behrman, commediografo, scrittore e giornalista statunitense (n. 1893)
- 9 settembre - Bill Doran, pilota motociclistico britannico (n. 1916)
- 9 settembre - Giovanni Ricci, matematico italiano (n. 1904)
- 9 settembre - Viktor Sulčič, architetto sloveno (n. 1895)
- 9 settembre - Sergej Konstantinovič Tumanskij, ingegnere sovietico (n. 1901)
- 10 settembre - Stanislao Di Chiara, ginnasta italiano (n. 1891)
- 10 settembre - Allan Gray, compositore polacco (n. 1902)
- 11 settembre - Salvador Allende, politico cileno (n. 1908)
- 11 settembre - Edward Evan Evans-Pritchard, antropologo britannico (n. 1902)
- 11 settembre - Rodolphe Hiden, allenatore di calcio e calciatore austriaco (n. 1909)
- 11 settembre - Herbert Jones, calciatore inglese (n. 1896)
- 12 settembre - Ulpiano Babol, nuotatore filippino (n. 1936)
- 12 settembre - Mario Bianchi, ciclista su strada italiano (n. 1905)
- 12 settembre - Gino Campese, pianista, compositore e direttore d'orchestra italiano (n. 1914)
- 12 settembre - Magdeleine Marx-Paz, scrittrice, giornalista e politica francese (n. 1889)
- 12 settembre - Marjorie Merriweather Post, socialite statunitense (n. 1887)
- 12 settembre - Arrigo Muggiani, cestista, allenatore di pallacanestro e dirigente sportivo italiano (n. 1889)
- 12 settembre - Armas Toivonen, maratoneta finlandese (n. 1899)
- 13 settembre - Martín Chambi, fotografo peruviano (n. 1891)
- 13 settembre - Betty Field, attrice statunitense (n. 1913)
- 13 settembre - August Lehmann, calciatore svizzero (n. 1909)
- 13 settembre - Raffaele Resta, giurista e politico italiano (n. 1905)
- 14 settembre - Jacques Hannak, scrittore e giornalista austriaco (n. 1892)
- 14 settembre - Edil Rosenqvist, lottatore finlandese (n. 1892)
- 14 settembre - Vanni Rossi, pittore italiano (n. 1894)
- 14 settembre - Vladimír Syrovátka, canoista cecoslovacco (n. 1908)
- 15 settembre - Herbert Albert, direttore d'orchestra tedesco (n. 1903)
- 15 settembre - Gustavo VI Adolfo di Svezia, re svedese (n. 1882)
- 15 settembre - Ernst-Eberhard Hell, generale tedesco (n. 1887)
- 15 settembre - Ramón de la Fuente, calciatore spagnolo (n. 1907)
- 15 settembre - Washington Ortuño, calciatore uruguaiano (n. 1928)
- 16 settembre - Leonard Carmichael, psicologo statunitense (n. 1898)
- 16 settembre - Rafael Franco, militare e politico paraguaiano (n. 1896)
- 16 settembre - William Theodore Heard, cardinale scozzese (n. 1884)
- 16 settembre - Víctor Jara, cantautore, musicista e regista teatrale cileno (n. 1932)
- 16 settembre - Donato Pafundi, politico e magistrato italiano (n. 1888)
- 16 settembre - Attilio Zannier, politico italiano (n. 1921)
- 17 settembre - Ina Maria di Bassewitz-Levetzow, contessa (n. 1888)
- 17 settembre - Antonín Laštovička, calciatore cecoslovacco (n. 1898)
- 18 settembre - Remo Bertoni, ciclista su strada italiano (n. 1909)
- 18 settembre - Théodore Lefèvre, politico belga (n. 1914)
- 18 settembre - Alfredo Scipioni, politico italiano (n. 1911)
- 18 settembre - Mary Wigman, ballerina e coreografa tedesca (n. 1886)
- 19 settembre - Antonio Cazzaniga, medico italiano (n. 1885)
- 19 settembre - Charles Horman, giornalista e regista statunitense (n. 1942)
- 19 settembre - Gram Parsons, cantautore, chitarrista e pianista statunitense (n. 1946)
- 20 settembre - Jim Croce, cantautore statunitense (n. 1943)
- 20 settembre - Mario Mazza, attore italiano (n. 1895)
- 20 settembre - Maury Muehleisen, musicista statunitense (n. 1949)
- 20 settembre - Eddie Murphy, pattinatore di velocità su ghiaccio statunitense (n. 1905)
- 20 settembre - Glenn Strange, attore statunitense (n. 1899)
- 20 settembre - Frank Teruggi, giornalista statunitense (n. 1949)
- 20 settembre - Giuseppe Trevisani, designer e giornalista italiano (n. 1924)
- 20 settembre - Ben Webster, sassofonista statunitense (n. 1909)
- 21 settembre - Charles Harold Dodd, pastore protestante britannico (n. 1884)
- 21 settembre - Azalia Emma Peet, educatrice statunitense (n. 1887)
- 21 settembre - Lidia Ruslanova, cantante sovietica (n. 1900)
- 21 settembre - Diana Sands, attrice statunitense (n. 1934)
- 22 settembre - Ruby Hoffman, attrice statunitense (n. 1886)
- 22 settembre - Jurij Jankelevič, violinista e docente sovietico (n. 1909)
- 22 settembre - Charles Previn, compositore statunitense (n. 1888)
- 22 settembre - Paul van Zeeland, politico belga (n. 1893)
- 23 settembre - Juan Aretio, calciatore e allenatore di calcio spagnolo (n. 1922)
- 23 settembre - Alberto Bazzoni, scultore italiano (n. 1889)
- 23 settembre - Imre Hirschl, calciatore e allenatore di calcio ungherese (n. 1900)
- 23 settembre - Alexander Sutherland Neill, pedagogista scozzese (n. 1883)
- 23 settembre - Pablo Neruda, poeta, diplomatico e politico cileno (n. 1904)
- 23 settembre - Fuller Warren, politico statunitense (n. 1905)
- 24 settembre - Ted Adams, attore statunitense (n. 1890)
- 24 settembre - Gaetano Grandi, avvocato e politico italiano (n. 1893)
- 24 settembre - Mario Paniconi, architetto e urbanista italiano (n. 1904)
- 24 settembre - Josué de Castro, attivista brasiliano (n. 1908)
- 25 settembre - James Brooker, astista statunitense (n. 1902)
- 25 settembre - Giovanni D'Orlandi, diplomatico italiano (n. 1917)
- 25 settembre - Jovan Ružić, calciatore jugoslavo (n. 1898)
- 26 settembre - Bernard Etté, violinista e direttore d'orchestra tedesco (n. 1898)
- 26 settembre - Samuel Flagg Bemis, storico statunitense (n. 1891)
- 26 settembre - Valerij Ivanovič Inkižinov, attore e regista sovietico (n. 1895)
- 26 settembre - Anna Magnani, attrice italiana (n. 1908)
- 27 settembre - Renato Foresti, pittore e dirigente d'azienda italiano (n. 1900)
- 28 settembre - Norma Crane, attrice statunitense (n. 1928)
- 29 settembre - Wystan Hugh Auden, poeta britannico (n. 1907)
- 29 settembre - Emilio Livi, cantante italiano (n. 1902)
- 29 settembre - Antal Pruha, calciatore ungherese (n. 1897)
- 30 settembre - Walter Abendroth, compositore e scrittore tedesco (n. 1896)
- 30 settembre - Gastone Medin, scenografo italiano (n. 1905)